# Björkan (Säters socken, Dalarna)
Björkan är en sjö i Säters kommun i Dalarna och ingår i Dalälvens huvudavrinningsområde. Sjön har en area på 1,01 kvadratkilometer och ligger 221 meter över havet. Sjön avvattnas av vattendraget Björkbäcken.

## Delavrinningsområde
Björkan ingår i det delavrinningsområde (668629-149172) som SMHI kallar för Utloppet av Björkan. Medelhöjden är 240 meter över havet och ytan är 7,97 kvadratkilometer. Det finns inga avrinningsområden uppströms utan avrinningsområdet är högsta punkten. Björkbäcken som avvattnar avrinningsområdet har biflödesordning 3, vilket innebär att vattnet flödar genom totalt 3 vattendrag innan det når havet efter 172 kilometer. Avrinningsområdet består mestadels av skog (79 procent). Avrinningsområdet har 1,01 kvadratkilometer vattenytor vilket ger det en sjöprocent på 12,7 procent.